# Тенис на Летњим олимпијским играма 2004.
Такмичења у тенису на Олимпијским играма 2004. у Атини у Грчкој одржана су у Олимпијском Тенис центру у периоду од 15. августа до 22. августа, у мушкој и женској конкуренцији појединачно и у паровима. Укупно су учествовала 172 такмичара. Најстарији такмичар је била Мартина Навратилова (47) која је настпила у дублу са Лисом Рејнолд. Победница из Сиднеја 2000 Винус Вилијамс појединачно и у паровима, као и Данијел Нестор у паровима, покушали су одбранити титуле, али нису успели.
Највећи успех постигао је Николас Масу из Чилеа, са две освојене златне медаље. Да би успех играча из Чилеа био још већи побринуо се и други играч Фернандо Гонзалез освајањем злата у дублу и бронзе у појединачној конкуренцији.

## Освајачи медаља
| Дисциплина           | Злато                                 | Сребро                                            | Бронза                                      |
| -------------------- | ------------------------------------- | ------------------------------------------------- | ------------------------------------------- |
| мушкарци појединачно | Николас Масу Чиле                     | Марди Фиш Сједињене Државе                        | Фернандо Гонзалез Чиле                      |
| мушки парови         | Фернандо Гонзалез · Николас Масу Чиле | Никола Кифер · Рајнер Шитлер Немачка              | Марио Анчић · Иван Љубичић Хрватска         |
| жене појединачно     | Жистин Енен-Арден Белгија             | Амели Моресмо Француска                           | Алиша Молик Аустралија                      |
| женски парови        | Ли Тинг · Тјан Тјан Сун Кина          | Кончита Мартинез · Вирхиниа Руано Паскуал Шпанија | Паола Суарез · Патрисија Тарабини Аргентина |

## Биланс медаља
|   | Држава           | Злато | Сребро | Бронза | Укупно |
| 1 | Чиле             | 2     | 0      | 1      | 3      |
| 2 | Белгија          | 1     | 0      | 0      | 1      |
| 2 | Кина             | 1     | 0      | 0      | 1      |
| 4 | Француска        | 0     | 1      | 0      | 1      |
| 4 | Немачка          | 0     | 1      | 0      | 1      |
| 4 | Шпанија          | 0     | 1      | 0      | 1      |
| 4 | Сједињене Државе | 0     | 1      | 0      | 1      |
| 7 | Аргентина        | 0     | 0      | 1      | 1      |
| 7 | Аустралија       | 0     | 0      | 1      | 1      |
| 7 | Хрватска         | 0     | 0      | 1      | 1      |
|   | Укупно (9)       | 4     | 4      | 4      | 12     |